# 3 janvier 1917
Le mercredi 3 janvier 1917 est le 3e jour de l'année 1917.

## Naissances
- Alberto Ruiz Novoa (mort le 14 janvier 2017), militaire colombien
- Boniface Mwepu Katentakanya (mort le 7 juillet 1998), homme d'État congolais
- Dick Schulz (mort le 26 juin 1998), joueur de basket-ball américain
- Jacques de Tonnancour (mort le 13 janvier 2005), artiste canadien
- Jay Sommers (mort le 25 septembre 1985), scénariste et producteur américain
- Pierre Dervaux (mort le 20 février 1992), chef d'orchestre français
- Vernon A. Walters (mort le 10 février 2002), officier de l'armée des États-Unis et diplomate américain

## Décès
- Auguste Bridel (né le 21 juillet 1856), éditeur vaudois
- Henri Émile Sauvage (né le 22 septembre 1842), paléontologue, ichtyologiste et herpétologue français